# Forever Young (1992)
Forever Young ist ein US-amerikanischer Spielfilm aus dem Jahr 1992. Regie führte Steve Miner, das Drehbuch schrieb J. J. Abrams. Die Hauptrollen spielten Mel Gibson und Jamie Lee Curtis. Der Film startete am 8. April 1993 in den deutschen Kinos.

## Handlung
Captain Daniel McCormick ist Testpilot und arbeitet für das US Army Air Corps. Nachdem McCormicks Freundin Helen nach einem Unfall in ein Koma fällt, bittet McCormick trauernd seinen Freund Harry Finley, ihn als Versuchsperson für ein streng geheimes Experiment zu nehmen. McCormick soll in einer Kapsel für ein Jahr eingefroren werden. Als Finley jedoch bei einem Unfall stirbt, wird die Kapsel (mit dem eingefrorenen McCormick darin) vom Air Corps (der späteren Air Force) aus Versehen unter falscher Kennzeichnung eingelagert.
Etwa 50 Jahre später brechen der Junge Nat Cooper und sein Freund Felix in das Lager ein. Sie lösen einen Mechanismus aus, der McCormick auftaut. Anschließend fliehen die beiden Jungen.
McCormick meldet sich später auf einem Stützpunkt der Air Force, wo ihm aber niemand seine Geschichte glaubt. Er findet anschließend Unterkunft bei der Krankenschwester Claire Cooper, Nats Mutter. Er freundet sich mit Nat an und gibt ihm unter anderem Tipps zum Thema Liebe, lehnt es zunächst jedoch strikt ab, ihm das Fliegen beizubringen.
Nat hilft McCormick, Menschen zu finden, die etwas über seine Vergangenheit wissen. Dabei fliehen sie vor Regierungsagenten, die inzwischen den Irrtum bemerkt haben und McCormick suchen. Denn es gilt als sehr wichtig für die Weltraumforschung, McCormick zu untersuchen.
Ein weiteres Problem besteht darin, dass McCormick nach dem Auftauen aus seinem 50-jährigen Kälteschlaf einem beschleunigten Alterungsprozess unterliegt, in dem der Körper in der kurzen Zeit von wenigen Tagen oder Wochen um die Zeit altert, die er eingefroren war.
McCormick erfährt, dass Helen heiratete, zur Witwe wurde und noch lebt. Er stiehlt deshalb bei einer Flugschau einen North American B-25 Bomber aus dem Zweiten Weltkrieg, um zu ihr zu gelangen. Eintreffenden Agenten der Regierung übergibt Claire derweil gefundene Notizen Finleys über das Experiment. Nach dem Start bemerkt McCormick, dass sich Nat heimlich an Bord geschlichen hat. McCormick, der mittlerweile sehr schnell altert, kann das Flugzeug selbst nicht mehr landen, so dass Nat unter den Anweisungen von McCormick das Flugzeug in der Nähe von Helens Haus landet. Bei ihrem Wiedersehen fragt er sie, ob sie ihn noch heiraten wolle. Sie bejaht.

## Kritiken
Roger Ebert schrieb in der Chicago Sun-Times vom 16. Dezember 1992, der Film sei nicht besonders „inspiriert“. Er lobte einige Szenen mit Mel Gibson und Jamie Lee Curtis.
Die Chronik des Films bezeichnete den Film als „in vielen Szenen arg sentimental angelegt“.
Das Lexikon des internationalen Films schrieb, der Film sei ein „heiter-sentimentales modernes Filmmärchen“, dem an der „Originalität der Grundidee“ mangele, was jedoch die „zurückhaltende Inszenierung“ und die „darstellerischen Leistungen“ ausgleichen würden.

## Hintergründe
Der Film spielte weltweit in den Kinos ca. 128 Millionen US-Dollar ein, darunter ca. 56 Millionen US-Dollar in den USA.